# Paint Shop Pro
Paint Shop Pro (PSP) (ofta skrivet PaintShop Pro på företagets egen hemsida) är ett bildbehandlingsprogram ursprungligen utvecklat av JASC Software, men sedan 2004 uppköpt av Corel.
Paint Shop Pro var på 1990-talet ett av de första framgångsrika shareware-programmen. Version 3 och 4 (1996) spreds fritt via Internet och efter 30 dagar började en ruta visas vid uppstart av programmet. Där stod att läsa att tiden för gratis användning gått ut, men att programmet kunde fortfarande användas. Vid denna tid var den största konkurrenten Adobe Photoshop, ett bildbehandlingsprogram som kostade tusentals kronor, vilket bidrog till Paint Shop Pros popularitet.
I slutet av 2007 meddelade Corel att deras center i Eden Prairie, Minnesota, där Paint Shop Pro skapades, skulle stängas, och att utvecklingen och tillverkningen skulle flyttas till enheter i Kalifornien, USA och Kina.
Två programvarianter har sålts parallellt: Paint Shop Pro, som är det grundläggande redigeringsprogrammet, och Paintshop Pro Ultimate (start 2008), som inrymmer tillägg av eller fungerar tillsammans med andra fristående program. De speciella tilläggsprogrammen har varierat med varje ny numrerad version och har inte sålts av Corel som separata produkter.
Utvecklingen av programmet har medfört att det är minst lika avancerat som sina konkurrenter. År 2012 inkluderades exempelvis ansiktsigenkänning i programmet.